# Sven Kums
Sven Kums (ur. 26 lutego 1988 w Asse) – belgijski piłkarz występujący na pozycji pomocnika w klubie KAA Gent.

## Kariera reprezentacyjna
Kums jest byłym reprezentantem Belgii U-21. Debiutował 5 września 2008 roku meczem przeciwko drużynie Słowacji.